# NGC 3694
NGC 3694 é uma galáxia elíptica (E) localizada na direcção da constelação de Ursa Major. Possui uma declinação de +35° 24' 50" e uma ascensão recta de 11 horas, 28 minutos e 54,0 segundos.
A galáxia NGC 3694 foi descoberta em 11 de Março de 1831 por John Herschel.